# Perfusione
In fisiologia, la perfusione è il processo in cui un corpo fornisce il sangue per il letto capillare sin nel tessuto.
I test che verificano la presenza di un'adeguata perfusione sono parte del processo di valutazione del paziente e vengono eseguiti da personale medico o di emergenza; i metodi più comuni includono la valutazione del colore della pelle, la temperatura corporea, il tempo di riempimento capillare, che è definito come il tempo necessario perché il colore del letto capillare visibile ritorni normale dopo aver applicato una pressione esterna.

## Iperperfusione e ipoperfusione
I termini "sovraperfusione" e "sottoperfusione" sono utilizzati per indicare il livello medio di perfusione che esiste in tutti i tessuti del corpo e non devono essere confusi con l'ipoperfusione e l'iperperfusione, che misurano il livello di perfusione rispetto a una necessità del tessuto momentanea e necessaria a soddisfare le esigenze metaboliche in una data situazione.
Il miocardio, per esempio, è generalmente classificato come iperperfuso perché normalmente riceve più sangue rispetto al resto dei tessuti nell'organismo. Nel caso delle cellule della pelle, l'aumento del flusso sanguigno viene utilizzato per la termoregolazione: oltre a fornire l'ossigeno, il flusso di sangue contribuisce a dissipare il calore in un corpo fisico reindirizzando il sangue caldo vicino alla sua superficie dove può contribuire a raffreddare un corpo attraverso la sudorazione e la dissipazione termica.